# Talarurus
Talarurus („spletený ocas“) byl rodem ptakopánvého dinosaura, zahrnující v současnosti jediný popsaný druh (T. plicatospinaeus). Fosilie tohoto asi jako hroch velikého obrněného býložravce jsou známy z mongolských sedimentů z období svrchní křídy (asi před 90 miliony let).

## Objev a velikost
Tento dinosaurus byl objeven v 50. letech 20. století sovětskou paleontologickou expedicí. Dnes známe nejméně pět jedinců, ve dvou případech se zachovala i nekompletní lebka. Délka zvířete činila asi 5 metrů a hmotnost dosahovala ke dvěma tunám, takže patřil ke středně velkým ankylosauridům. Talarurus také patřil k nejstarším ankylosauridům objeveným v Asii. Mozkovna tohoto ankylosaurida byla podrobena detailnímu anatomickému výzkumu. Tělo tohoto ankylosaurida bylo oblejší (méně široké) než u většiny ostatních zástupců čeledi.
Koncem roku 2019 byla publikována odborná práce o objevu dalších tří lebek druhu Talarurus plicatospineus. Ty pomohly upřesnit taxonomickou pozici tohoto ankylosaurida a také ukázaly, že jeho tlama se lišila od tlamy druhu Tsagantegia longicranialis, žijícího ve stejných ekosystémech. U obou druhů tedy muselo dojít k rozdělení potravních nik.